# Linia kolejowa nr 677
Linia kolejowa 677 – pierwszorzędna, głównie dwutorowa, zelektryfikowana linia kolejowa znaczenia państwowego łącząca stację techniczną Zabrze Makoszowy Kopalnia i posterunek odgałęźny Mizerów.

## Znaczenie międzynarodowe
Linia została w całości uwzględniona w sieci międzynarodowych linii transportu kombinowanego AGTC (jako linia kolejowa C-E59 Ystad – Świnoujście – Szczecin – Kostrzyn – Zielona Góra – Wrocław – Opole – Chałupki) oraz w kompleksowej sieci transportowej TEN-T.